# Astragalus albido-flavus
Astragalus albido-flavus är en ärtväxtart som beskrevs av Kun Tsun Fu. Astragalus albido-flavus ingår i släktet vedlar, och familjen ärtväxter. Inga underarter finns listade i Catalogue of Life.